# 波多罗日卡河
波多罗日卡河（俄語：Подорожка）或皆岸川（日语：／）是萨哈林州科尔萨科夫区的河流，源起长虫河和山河的汇流处，长22公里，流域面积76平方公里，注入圖奈恰湖。

## 引用
1. ↑  М·Г·瓦西科夫斯基. . 列宁格勒: 气象出版社. 1973 （俄语）.
2. ↑  . 国家水登记处.   [2024-01-03]. （原始内容存档于2024-01-03） （俄语）.